# Xavier Coronel
Xavier Coronel (Guayaquil, 21 de mayo de 1959) es un actor ecuatoriano. Radica en Miami (Florida, Estados Unidos). Es conocido por actuar en varias telenovelas de Telemundo y en películas estadounidenses como Días de trueno. 
Tiene casi 30 años en el mundo del doblaje y es conocido por interpretar a Denzel Crocker en Los padrinos mágicos y muchos personajes en South Park. Hace doblaje tanto al español como al inglés.

## Filmografía

### Televisión
- Club 57 - (2019) - Manuel Díaz
- Al otro lado del muro - (2018) - Don Carlos
- Cosita linda (2014)
- Una maid en Manhattan (2011-2012) - Javier Serrán
- Sacrificio de mujer (2011) - Artemio Anzola
- El fantasma de Elena (2010-2011) - Padre Aguas
- La dama del bosque (2010)
- Mas sabe el diablo (2009-2010) - Capitán Soto
- Pecados ajenos (2007-2008) - Marcos Reyes
- Dame chocolate (2007) - Abogado
- La viuda de Blanco (2006-2007) - El Peluquero
- Tierra de pasiones (2006) - Ismael
- El cuerpo del deseo (2005-2006) - Papa
- ¡Anita, no te rajes! (1 episodio, 2005) - Detective
- Camino no tomado (2002) - Entrevistador
- Miami Sands (2001) - Molina
- La revancha (2000) - Abogado
- La mujer de mi vida (1998-1999) - Robinson
- María Celina (1997) - Abogado
- Morelia (1994-1995) - Ángel Sánchez
- Marielena (1992-1993) - Alfredo
- Cadena braga (1991) - Antonio

### Cine y televisión
- Isla bella -Ministro
- Máxima velocidad 2 - Joe/Ingeniero
- Tollbooth - Money Delivery Guy #1
- Días de trueno - Enfermero
- The Line -Juez Cortez
- Al filo de la ley  Univision
- The Disciples - Trini
- American's Most Wanted - Alex Lucio
- The Boynton Beach Bereavement Club - Mesero
- Extra Large 2- Agente Harris
- Corte Tropical - Hugo
- 21 Jump Street - "La Bizca" Meza
- Scam - Warwick Desk Clerk
- The Keys -Lalo
- Miami Vice - "Freedall" Ramirez
- Miami Vice - "Redemption In Blood" Ayudante de Gato
- Miami Vice - "French Twist" Bandi

### Teatro
- La cena de los idiotas - Dr. Yerro
- Arte en el Hispanic Theatre Guild
- Medea -  Mensajero
- Sarah - Pitou
- An Inspector Calls -  Gerald Croft
- La dama del alba -  Martín
- Dialogues of the Carmelites - Marquesa
- La malquerida - Norberto Dade
- María Antonia - Tino
- Ybor City Trlogy (Lectura) - Alejandro
- Fashion, or Life in New York - Conde
- Extremities - Raul
- A Little Something to Ease the Pain - Pay
- Lorca: El lenguaje del amor - Marino
- Buster Keaton Meets a Poet in New York -Lorca
- Joan of Arc - Duphin
- Come Blow Your Horn -Alan
- Don Gil de las calzas verdes -Don Juan

## Filmografía en doblaje

### Películas
Phillip Rhee
- Lo mejor de lo mejor - Tommy Lee
- Lo mejor de lo mejor 4: Sin advertencia - Tommy Lee

Otros
- Crashing - Richard McMurray (Campbell Scott)
- Samurai americano - Voces adicionales
- ¿Quién ama a Gilbert Grape? - Coestelar
- Lo mejor de lo mejor 2 (doblaje de Miami) - Weldon
- Lo mejor de lo mejor 3: No hay vuelta atrás - Jack Banning (Christopher McDonald)
- Mal entendido - Malcom Tucker (Peter Capaldi)
- Los padrinos mágicos, la película: ¡Momento de crecer, Timmy Turner! - Denzel Crocker (David Lewis)
- Maldito amor - Jesse Travis (Jason Bateman) / Voces adicionales
- Kickboxer - Freddy Li (Ka Ting Li)
- Atrapados por la noche - Viejo Harrison (Thomas Roy) / Voces adicionales y ambientales
- A Fairly Odd Christmas - Denzel Crocker (David Lewis)

### Series de TV
Nick Stellino
- Recetas de familia con Nick Stellino - Chef Nick Stellino
- Nick Stellino y amigos - Chef Nick Stellino
- Cocinando con Nick Stellino - Chef Nick Stellino

Otros
- Queer as Folk (temps. 2-5) - Michael Novotny (Hal Sparks)
- Stargate SG-1 - Jack O'Neill (doblaje de Miami)
- Fear Factor - Voces adicionales
- The L Word - Tim Haspel (Eric Mabius)
- Modern Family - Phil Dunphy (Ty Burrell)
- The Real L Word - Voces adicionales
- La enfermera Jackie - Sam (Arjun Grupta) (temp. 4) / Mohammed "Mo-Mo" de la Cruz / Oficial Ryan (temp. 2) / Voces adicionales
- Californication (doblaje de Miami) - Hank Moody (temp. 1) / Charlie Runkle (temp . 2-presente)

### Series animadas
- Los padrinos mágicos:
  - Denzel Crocker
  - Elmer
  - Dolores Crocker (varios capítulos)
  - Binky
  - Bucky Malbate (temp. 3-presente)
  - Rodilla de Bronce (temp. 2-presente)
  - Cupido (un cap.)
  - Dinkelberg (un cap.)
  - Sr. Bickles (un cap.)
  - George Washington (un cap.)
  - Super Bicicleta (un cap.)
  - Voces adicionales
- South Park:
  - Sr. Mojón
  - Toallín
  - Clyde Donovan (temp. 1-10; 16-18)
  - Phillip (temp. 4, 12-18)
  - Chef (redoblajes)
  - Dougie (temp. 10-16)
  - Token Black (temp. 12-15)
  - Timmy (redoblaje de 2007)
  - Stuart McCormick (temp. 1-2)
  - Scott (temp. 2)
  - Bob el feo (temp. 15)
  - Al Gore (temp. 10)
  - Oficial Mitch Murphy (temp. 10-12)
  - Craig Tucker (temp. 3: 1 cap.)
  - Stephen Stoch (temp. 15: 1 cap.)
  - Tweek Tweak (temp. 13: 1 cap.)
  - Big Gay Al (temp. 9)
  - Voces adicionales
- Super Libro - Juan / Judas / Voces adicionales

### Películas animadas
- La hora poderosa de Jimmy y Timmy 2: Cuando los genios chocan - Denzel Crocker / Binky / Dr. Moist
- La hora poderosa de Jimmy y Timmy 3: Creadores de monstruos - Padre de Chester
- ¡Abra-catástrofe! - Crocker / Elmer / Binky / Voces adicionales
- Cazadores de canales - Bucky / Denzel Crocker / Voces adicionales
- ¡Se acabó la escuela! El musical - Crocker / Elmer
- Ídolo mágico - Bucky / Binky / Crocker / Voces Adicionales
- La saga de Los padrinos mágicos - Crocker / Voces adicionales
- El deseo secreto de Timmy - Denzel Crocker / Dolores Crocker
- South Park: Imaginaciónlandia - Rey Paleta / Hombre-Oso-Cerdo / Popeye / Osito (Parte 1-2)

### Anime
- Lets Dance With Papa - Shigure Amachi "El padre"
- Gladiadores del Espacio - José Juan Jiménez "3J"

- Datos: Q16648461